# 푸톈시
푸톈(한국어: 보전, 중국어: 莆田, 병음: Pútián, 민난어:Phô͘-chhân)은 푸젠성 동쪽에 위치한 지급시이다.

## 지리
푸젠성 연해측의 중부, 푸저우와 취안저우의 사이에 위치하고 있다. 중심지는 리청구이다.
동북쪽은 푸칭시와 서북쪽은 융타이현 및 더화현과 서남쪽은 융춘현, 난안시, 후이안현과 접하고, 동남부는 싱화만, 헤이하이만, 메이저우만을 통해 타이완 해협에 면하고 있다.
사용되는 언어는 푸젠어의 하위 방언으로 푸셴어(싱화 방언)가 사용되고 있다. 인도네시아를 시작으로 동남아시아에 많은 화교를 배출했고 그러한 사람들은 청대까지 사용된 지명인 흥화와 연관되어 Henghua 등으로 불리고 있다. 시내에는 마조의 탄생지인 메이저우 섬이 있다.

## 기후
| 푸톈시의 기후                                                 | 푸톈시의 기후 | 푸톈시의 기후 | 푸톈시의 기후 | 푸톈시의 기후 | 푸톈시의 기후 | 푸톈시의 기후 | 푸톈시의 기후 | 푸톈시의 기후 | 푸톈시의 기후 | 푸톈시의 기후 | 푸톈시의 기후 | 푸톈시의 기후 | 푸톈시의 기후   |
| 월                                                            | 1월           | 2월           | 3월           | 4월           | 5월           | 6월           | 7월           | 8월           | 9월           | 10월          | 11월          | 12월          | 연간            |
| ------------------------------------------------------------- | ------------- | ------------- | ------------- | ------------- | ------------- | ------------- | ------------- | ------------- | ------------- | ------------- | ------------- | ------------- | --------------- |
| 역대 최고 기온 °C (°F)                                        | 27.0 (80.6)   | 31.1 (88.0)   | 30.3 (86.5)   | 32.0 (89.6)   | 33.8 (92.8)   | 35.6 (96.1)   | 36.9 (98.4)   | 36.7 (98.1)   | 36.4 (97.5)   | 33.5 (92.3)   | 31.1 (88.0)   | 28.4 (83.1)   | 36.9 (98.4)     |
| 일평균 최고 기온 °C (°F)                                      | 16.4 (61.5)   | 16.9 (62.4)   | 19.3 (66.7)   | 23.7 (74.7)   | 27.2 (81.0)   | 30.3 (86.5)   | 33.1 (91.6)   | 32.7 (90.9)   | 30.8 (87.4)   | 27.0 (80.6)   | 23.3 (73.9)   | 18.7 (65.7)   | 25.0 (76.9)     |
| 일일 평균 기온 °C (°F)                                        | 12.6 (54.7)   | 12.9 (55.2)   | 15.1 (59.2)   | 19.5 (67.1)   | 23.5 (74.3)   | 26.7 (80.1)   | 29.0 (84.2)   | 28.7 (83.7)   | 27.1 (80.8)   | 23.4 (74.1)   | 19.7 (67.5)   | 15.0 (59.0)   | 21.1 (70.0)     |
| 일평균 최저 기온 °C (°F)                                      | 10.1 (50.2)   | 10.4 (50.7)   | 12.4 (54.3)   | 16.6 (61.9)   | 20.7 (69.3)   | 24.1 (75.4)   | 26.0 (78.8)   | 25.8 (78.4)   | 24.5 (76.1)   | 21.0 (69.8)   | 17.3 (63.1)   | 12.5 (54.5)   | 18.5 (65.2)     |
| 역대 최저 기온 °C (°F)                                        | 1.5 (34.7)    | 4.1 (39.4)    | 2.8 (37.0)    | 9.1 (48.4)    | 15.0 (59.0)   | 16.2 (61.2)   | 22.0 (71.6)   | 21.5 (70.7)   | 19.8 (67.6)   | 13.2 (55.8)   | 6.3 (43.3)    | 1.8 (35.2)    | 1.5 (34.7)      |
| 평균 강수량 mm (인치)                                         | 47.1 (1.85)   | 73.2 (2.88)   | 116.3 (4.58)  | 123.9 (4.88)  | 199.6 (7.86)  | 274.0 (10.79) | 183.1 (7.21)  | 251.3 (9.89)  | 145.8 (5.74)  | 57.3 (2.26)   | 42.7 (1.68)   | 37.3 (1.47)   | 1,551.6 (61.09) |
| 평균 강수일수 (≥ 0.1 mm)                                      | 8.0           | 10.6          | 15.1          | 14.3          | 15.8          | 15.6          | 9.9           | 13.3          | 8.8           | 4.9           | 5.8           | 6.9           | 129             |
| 평균 강설일수                                                 | 0.1           | 0             | 0             | 0             | 0             | 0             | 0             | 0             | 0             | 0             | 0             | 0             | 0.1             |
| 평균 상대 습도 (%)                                            | 71            | 74            | 76            | 76            | 79            | 82            | 77            | 77            | 71            | 65            | 67            | 66            | 73              |
| 평균 월간 일조시간                                            | 121.5         | 101.9         | 116.4         | 130.9         | 137.1         | 153.7         | 243.2         | 213.7         | 182.5         | 179.2         | 140.8         | 135.8         | 1,856.7         |
| 가능 일조율                                                   | 37            | 32            | 31            | 34            | 33            | 37            | 58            | 53            | 50            | 51            | 43            | 42            | 42              |
| 출처: 중국기상국 (평년값: 1991년~2020년, 극값: 1981년~2010년) |               |               |               |               |               |               |               |               |               |               |               |               |                 |

## 언어
한족이 대다수이다. 푸셴화(莆仙话)는 푸톈에서 가장 많이 사용되는 방언으로 민어의 일종이다.

## 경제
푸톈은 푸젠성의 상품을 위한 수출 기지가 되었다. 주요 산업은 신발 제작, 양조, 전자, 의복, 과일, 야채, 기계, 전기 제품 등이 있다.

## 행정 구역

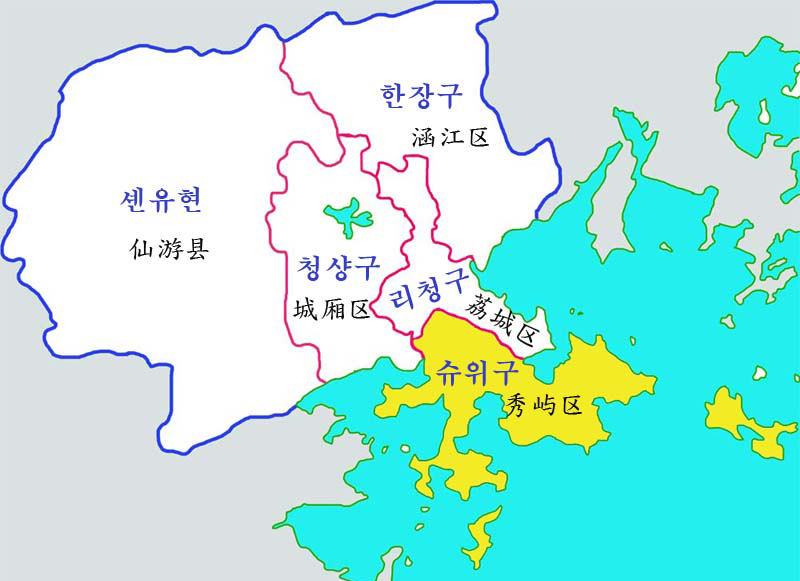
푸텐시 현급구역

4개의 시할구와 1개의 현을 관할한다. 또 중화민국 영토인 우추향도 원래는 이 푸톈시 관할이었다.
시할구
- 청샹구(城厢区)
- 한장구(涵江区)
- 리청구(荔城区)
- 슈위구(秀屿区)

현
- 셴유현(仙游县)

## 교통

### 철도
- 푸톈역 (중국철로고속 이용가능)

## 출신 인물
- 채경 - 선유현 출신